# La Chailleuse
La Chailleuse is een commune nouvelle in het Franse departement Jura in de regio Bourgogne-Franche-Comté en maakt deel uit van het arrondissement Lons-le-Saunier. La Chailleuse telde op 1 januari 2022 590 inwoners. 

## Geschiedenis
De commune nouvelle is op 1 januari 2016 ontstaan door de fusie van de gemeenten Arthenas, Essia, Saint-Laurent-la-Roche en Varessia.

## Geografie
De oppervlakte van La Chailleuse bedroeg op 1 januari 2022 24,53 vierkante kilometer; de bevolkingsdichtheid was toen 24,1 inwoners per km².

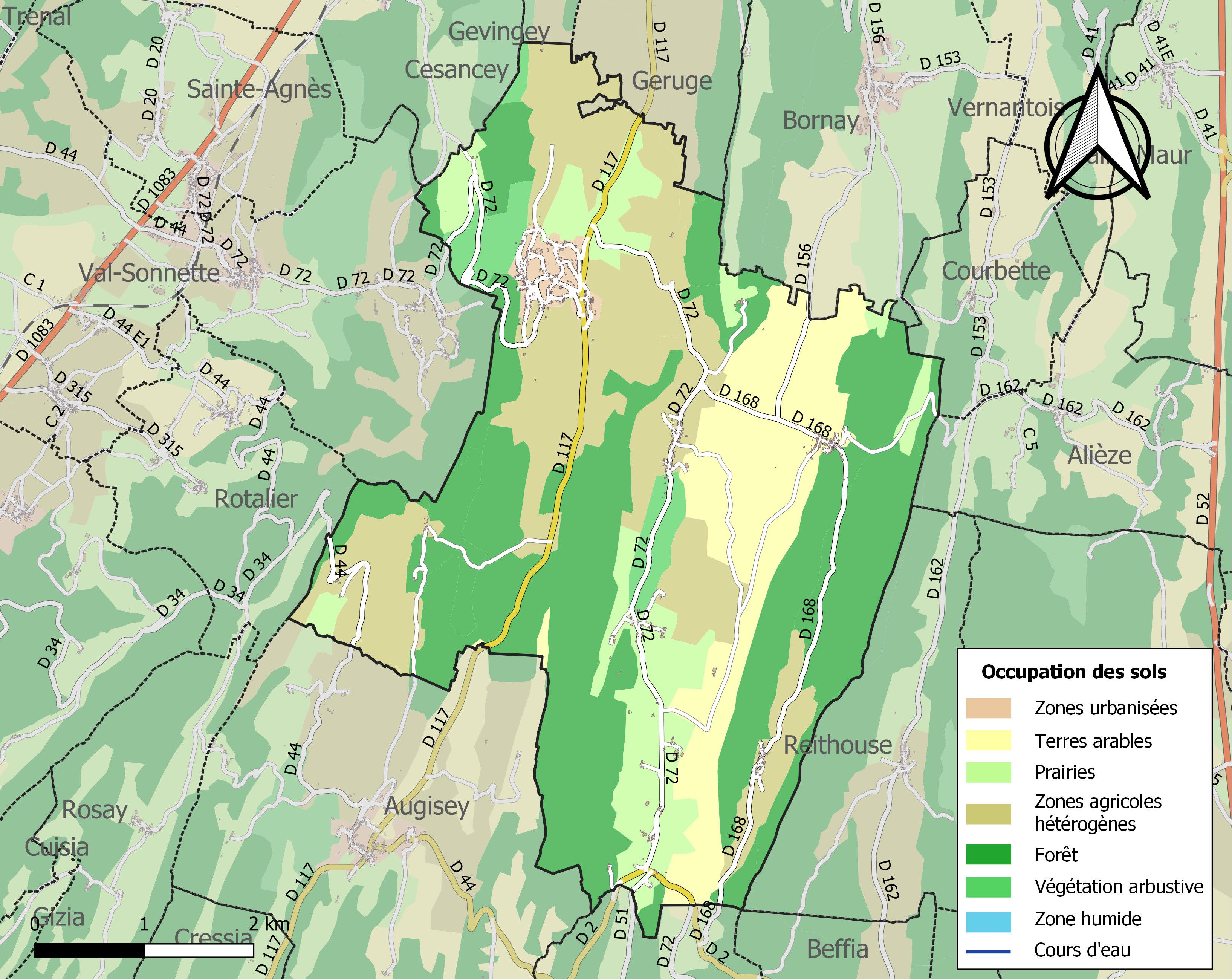
Kaart van de gemeente met de belangrijkste infrastructuur, bodemgebruik en omliggende gemeenten